# Víctor Hugo Robles
Víctor Hugo Robles Fuentes (Santiago de Chile, 13 de febrero de 1969), también conocido como El Che de los gays, es un periodista, locutor de radio y activista gay chileno.

## Biografía

### Infancia
Víctor Hugo Robles nació el 13 de febrero de 1969. Creció en la población El Cortijo de Conchalí, segundo en una familia de cuatro hijos, entre los cuales se encuentra el futbolista Héctor Robles. Su padre era entrenador del Club Deportivo Unión El Cortijo y su madre era la dirigenta de la barra.

### Estudios
Cursó la educación básica en una escuela pública de su barrio y la enseñanza media en el Colegio Cristóbal Colón de la población Juanita Aguirre en un proyecto que se llamaba «La gran aventura educativa». Estudió un año de filosofía en la Universidad Playa Ancha en Valparaíso y luego estudió periodismo en la Universidad de las Artes y las Ciencias Sociales (ARCIS), en donde se tituló en el año 2000 tras presentar la tesis Historia política del movimiento homosexual chileno, que derivó en la publicación del libro Bandera hueca: historia del movimiento homosexual de Chile en 2008.

### Homosexualidad y activismo
Su familia veía su homosexualidad como algo raro y lo llevó al psicólogo en su infancia. A pesar de tratar de disimular su lado afeminado, sufrió acoso por ello.
En 1992 se sumó al Movimiento de Liberación Homosexual (Movilh), después de conocer la organización en su primera manifestación pública. Unos años después se retiró de la organización, acusando la falta de representación de las lesbianas y de los travestis en las elecciones.
En 1994, a los 25 años, adquirió VIH con su «primer amor.»
En 1995 lideró la campaña en contra del artículo 365 del Código Penal, que penalizaba la práctica consentida de la sodomía entre adultos.
Simpatizante del Partido Comunista durante años, apoyó en 1999 la candidatura presidencial de su amiga Gladys Marín.
En 2005 se estrenó el documental El Che de los gays sobre su vida. Fue presentado en distintos festivales de Chile y en el extranjero, incluyendo el Festival Internacional de Documentales de Santiago, el Festival Internacional de Cine de Viña del Mar, el Festival Internacional de Cine de Valdivia y el Festival Internacional del Nuevo Cine Latinoamericano de La Habana.
En entrevista en 2015, criticó la falta de inclusión de parte de Fundación Iguales y el Movilh, que según él no integran a los más discriminados. En 2018, indicó ir menos a las marchas homosexuales y buscar la interseccionalidad: «A las marchas gays voy poco, porque siento que uno no es solo homosexual, uno también es feminista, también es mapuche, también es obrero, ecologista. O sea hago un cruce de las luchas de la diversidad sexual con las del movimiento social».
En 2018, realizó con Florencia Doray y Constanza Valdivia la web serie documental Siempre Vivas, Memorias del SIDA en Chile.
Durante la pandemia de COVID-19, denunció negligencias y discriminaciones hacia las personas con VIH. Robles y varias personas seropositivas tuvieron que interponer recurso de protección ante cortes de apelación para recibir más de un mes de tratamiento y así disminuir el riesgo de contagio. Exigió a través de la campaña “Terapias VIH Multimes” que los tratamientos fueran dados por más de un mes, según las recomendaciones de Onusida. Además luchó para que no se pidieran documentos adicionales para la vacunación, en particular pruebas de enfermedades crónicas o de VIH, lo cual se resolvió a través de una circular del ministerio; sin embargo, en muchos lugares esto no fue respetado.
En 2023 estrenó con Carolina Espinoza el documental Las locas del 73, en el cual la Medallita, Marcela Dimonti, Brenda y Marco Ruiz revivieron la manifestación en la que participaron el 22 de abril de 1973 en contra de la discriminación social y la represión policial, que se considera la primera manifestación LGBT en Latinoamérica.

### Personaje del Che
El escritor Pedro Lemebel, que conoció en el Movilh y que había creado su personaje en las Yeguas del Apocalipsis, le aconsejó crearse un personaje.
El 28 de junio de 1997 fue encontrado el cuerpo del Che Guevara en Bolivia (de quién había pintado los labios de rojo en su foto en la Universidad) y el 4 de septiembre del mismo año creó el personaje del Che de los gays. Su primera aparición fue en un evento convocado por Vicente Ruiz y Patricia Rivadeneira contra la censura en una antigua discoteca en la calle San Diego: vestido con una camiseta de la selección chilena y una boina negra con una estrella al centro, con el pelo largo y los labios pintados, se acercó a Rivadeneira que caminaba vestida de drag king y le arrojó un bidón lleno de agua encima. Rivadeneira le pasó el pico de greda que llevaba y Robles lo levantó y declaró «Soy el Che de los gays y me gusta el pico».

### Experiencia profesional

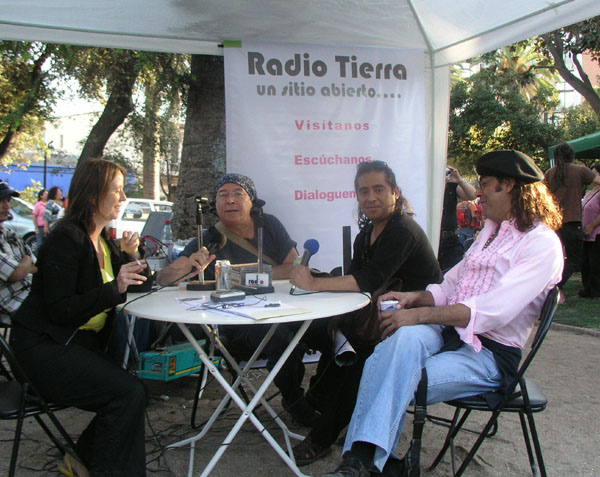
Emisión de Triángulo abierto con Pedro Lemebel y Víctor Hugo Robles (segundo y cuarto de izquierda a derecha, respectivamente).

El 15 de junio de 1993 se estrenó el programa de radio Triángulo abierto en Radio Tierra, el cual trataba temas para la comunidad homosexual, y del cual fue parte de los conductores durante los 14 años de duración del programa.
Fue de los primeros colaboradores de la agencia de noticias Presentes, creada en 2016.
Trabajó como responsable de la editorial de la Universidad Arcis. Fue también secretario general del sindicato de la misma universidad en medio de grave crisis de la desaparecida casa de estudios administrada por el Partido Comunista, acusando públicamente las contradicciones de militar en un partido político y administrar una casa de estudios superiores.
En 2022, trabajaba como coordinador de comunicaciones de la Fundación Margen y conducía un programa de radio de la diversidad sexual y el VIH/SIDA, llamado Siempre viva en vivo, transmitido todos los domingos a las 22 hrs por el 102.5 FM Radio Universidad de Chile.

## Publicaciones
- Bandera hueca: historia del movimiento homosexual de Chile, 2008, Colección Memorias Sociales, Editorial Arcis/Editorial Cuarto Propio, ISBN 9789562604369
- El diario del Che Gay en Chile, agosto 2015, Siempre Viva Ediciones, ISBN 9789569712005
- Sida en Chile. Historias Fragmentadas, 2015, Amelia Donoso y Víctor Hugo Robles, Fundación Savia - Siempre Viva Ediciones, ISBN 9789569712012
- Las viudas odiosas de Lemebel,  2025, Víctor Hugo Robles, editor, Siempre Viva Ediciones. ISBN 9789569712043

## Filmografía
- El Che de los gays, documental realizado por Arturo Álvarez, 2005
- Siempre Vivas, Memorias del SIDA en Chile, web serie documental realizada por Florencia Doray, Constanza Valdivia y Víctor Hugo Robles, 2018
- Las locas del 73, documental realizado por Carolina Espinoza y Víctor Hugo Robles, 2023